# تپه گورستان گنجه
تپه قبرستان گنجه مربوط به دوره اشکانیان - سده‌های اولیه دوران‌های تاریخی پس از اسلام است و در شهرستان ازنا، بخش جاپلق، دهستان جاپلق شرقی، ۲۵۰ متری جنوب روستای گنجه واقع شده و این اثر در تاریخ ۷ اسفند ۱۳۸۶ با شمارهٔ ثبت ۲۱۳۲۹ به‌عنوان یکی از آثار ملی ایران به ثبت رسیده است.